# Anita King

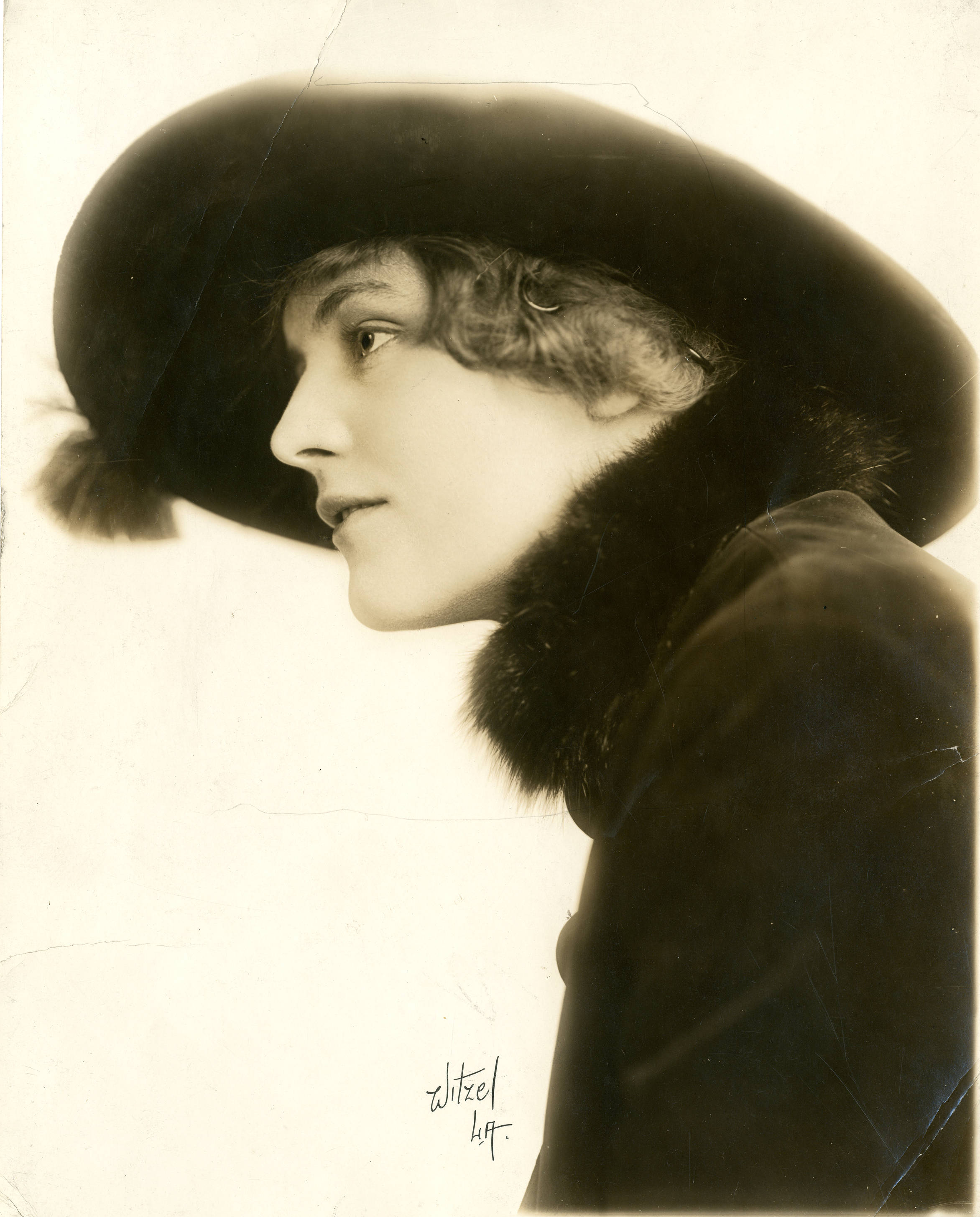
Anita King (Fotografie von Albert Witzel, 1919)

Anita King (eigentlich Anna Keppen; * 14. August 1884 in Michigan City, Indiana; † 10. Juni 1963 in Hollywood, Kalifornien) war eine US-amerikanische Rennfahrerin, Stuntfrau und Schauspielerin der Stummfilmära. 1915 erlangte sie Bekanntheit als die erste Frau, die alleine mit einem Auto die Vereinigten Staaten durchquerte. Aufgrund ihrer daraus resultierenden Popularität wirkte sie bis 1919 in knapp 20 Spielfilmen mit und trat als Stuntfahrerin auf. King betätigte sich zudem im Pferderennsport.

## Leben
Anita King hatte sieben Geschwister, ihre Eltern stammten aus Deutschland. Als sie zwölf Jahre alt war, beging ihr Vater Suizid, die Mutter starb zwei Jahre darauf an Tuberkulose. King nahm eine Anstellung als Hausmädchen an, ehe sie als Jugendliche nach Chicago zog, wo sie einige Angebote als Model sowie kleine Auftritte in Theaterstücken erhielt.
1908 zog King an die amerikanische Westküste, wo sie auf Autoshows ihre Leidenschaft für das Automobil entdeckte und selbst fahren lernte. In den frühen 1910er Jahren beteiligte sich King an Autorennen. Sie wird deswegen in manchen Quellen als eine der ersten Rennfahrerinnen bezeichnet. Nach einem Autounfall in Phoenix beendete King ihre Teilnahme an Rennen und trat wieder als Theaterschauspielerin auf. So erhielt sie Rollen an der Jesse L. Lasky Feature Play Company unter der Leitung von Cecil B. DeMille. 1914 folgten erste kleine Rollen in Stummfilmen.
1915 beschloss King, als erste Frau alleine in einem Automobil die Vereinigten Staaten zu durchqueren. Als allererste Frau hatte 1909 Alice Ramsey eine solche Fahrt unternommen, wurde hierbei jedoch von zwei Schwägerinnen und einer Freundin begleitet. King erhielt hierbei Unterstützung von Jesse L. Lasky und der noch jungen Filmgesellschaft Paramount Pictures. Ihr als Kissel Kar bezeichnetes Fahrzeug wurde von der Kissel Motor Car Company zur Verfügung gestellt, die Reifen stammten von der Firestone Tire & Rubber Company. Am 25. August verließ King medienwirksam in Anwesenheit von Zuschauern (darunter die mit King befreundete Geraldine Farrar) und Reportern mit ihrem Auto das Gelände von Paramount Pictures in Hollywood. Laut einem Bericht der Los Angeles Times führte sie auf ihrer Reise ein Gewehr und einen Revolver mit sich. Einen weiteren öffentlichen Auftritt absolvierte King auf der Panama-Pacific International Exposition. Nach 49 Tagen Fahrt traf sie am 19. Oktober 1915 unter großem Interesse der Öffentlichkeit in New York City ein.
Nach ihrer erfolgreichen Reise erlangte King landesweite Bekanntheit, 1916 wurde ihre Fahrt durch die USA fiktionalisiert unter dem Titel The Race mit ihr in der Hauptrolle verfilmt. Paramount Pictures nahm King als Schauspielerin unter Vertrag, in den folgenden Jahren wirkte sie so in insgesamt 19 Filmen mit. Zudem absolvierte King (ebenfalls gesponsert von Paramount, der Kissel Motor Car Company und Firestone) eine Vielzahl öffentlicher Auftritte und Autostunts. Sie engagierte sich für wohltätige Zwecke und gründete eine Organisation zur Unterstützung junger Frauen, die eine Karriere im Filmgeschäft anstrebten. Nach Eintritt der USA in den Ersten Weltkrieg trat King landesweit bei Kampagnen zum Kriegseinsatz auf. 1918 verließ Anita King trotz guter Rollen (darunter als vierfache Filmpartnerin von Wallace Reid) Paramount Pictures und arbeitete für andere Studios wie die Triangle Film Corporation. Nur ein Jahr später beendete sie jedoch ihre Filmkarriere und trat auch nicht mehr als Stuntfahrerin in Erscheinung.
Anita King war zweimal verheiratet. Ihre erste Ehe mit dem Offizier und späteren Politiker James Stuart McKnight wurde geschieden. Ihre zweite, 1933 geschlossene Ehe mit dem Stahlfabrikanten Thomas Morrison McKenna hielt bis zu dessen Tod im Jahr 1942 an. Nach dem Tod ihres Mannes hielt King Englische Vollblüter. 1951 gewann ihr Pferd Moonrush mit Johnny Longden als Jockey das jährlich stattfindende Rennen Santa Anita Handicap im Santa Anita Park in Arcadia. 1952 gewann dasselbe Tier bei einem ebenfalls im Santa Anita Park stattfindenden Rennen die Santa Anita Purse mit einem Preisgeld von 7500 US-Dollar.
Anita King starb am 10. Juni 1963 im Alter von 78 Jahren in ihrem Haus in Hollywood an einem Herzinfarkt. Ihr Grab befindet sich auf dem Forest Lawn Memorial Park in Glendale.

## Filmografie

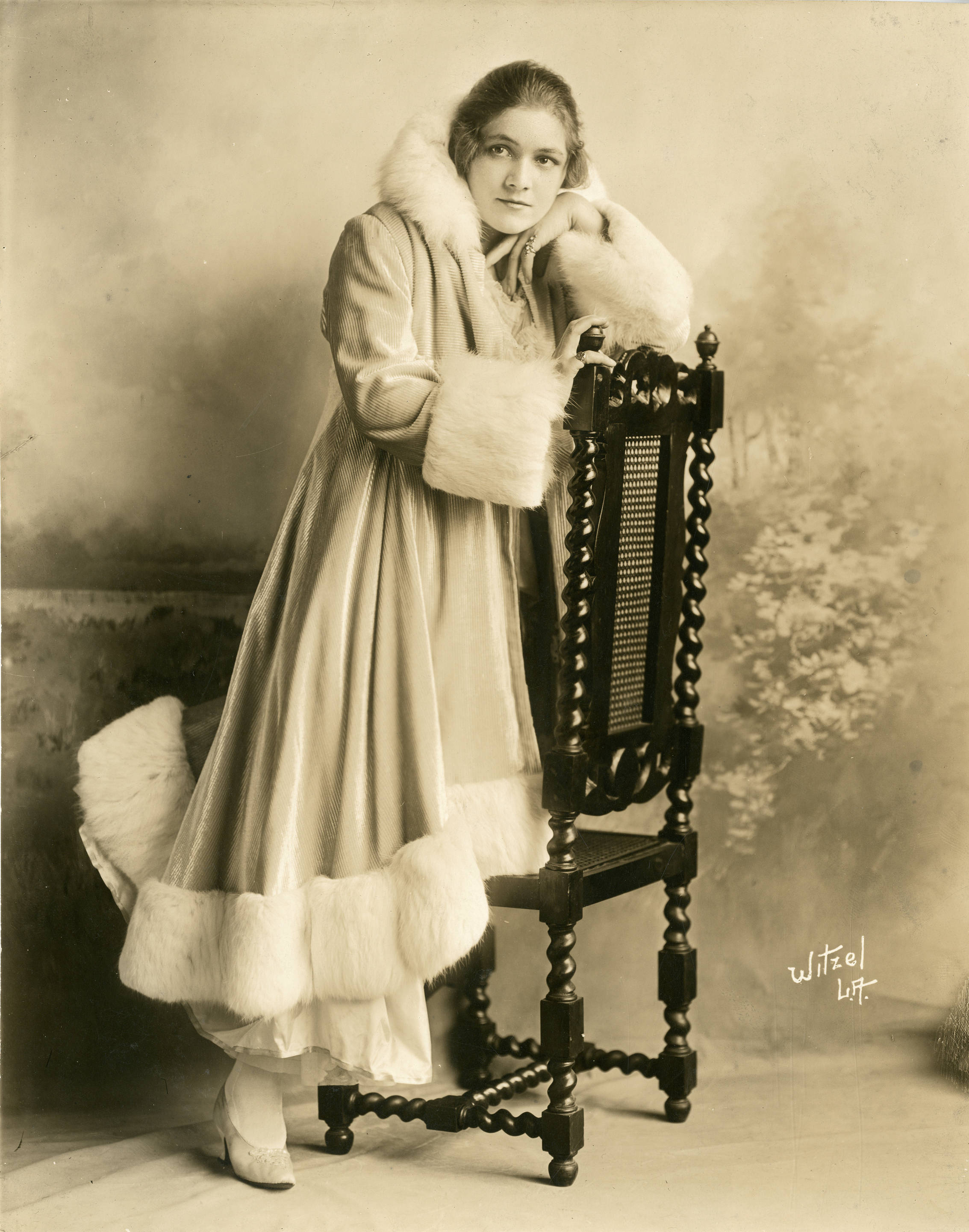
Anita King (Fotografie von Albert Witzel, 1919)

- 1914: The Man from Home
- 1914: The Virginian
- 1915: Temptation
- 1915: The Girl of the Golden West
- 1915: Snobs
- 1915: Chimmie Fadden (Kurzfilm)
- 1915: Carmen
- 1916: The Race
- 1916: Anton the Terrible
- 1916: Maria Rosa
- 1916: The Heir to the Hoorah
- 1917: The Golden Fetter
- 1917: The Squaw Man’s Son
- 1917: The Girl Angle
- 1918: Petticoats and Politics
- 1918: Whatever the Cost
- 1919: Mistaken Identity
- 1919: One Against Many
- 1919: Stripped for a Million